# Elefsis Airport
Elefsis Airport är en flygplats i Grekland.   Den ligger i prefekturen Nomarchía Dytikís Attikís och regionen Attika, i den sydöstra delen av landet, 17 km nordväst om huvudstaden Aten. Elefsis Airport ligger 43 meter över havet.
Terrängen runt Elefsis Airport är huvudsakligen kuperad, men den allra närmaste omgivningen är platt. Havet är nära Elefsis Airport åt sydväst. Runt Elefsis Airport är det tätbefolkat, med 790 invånare per kvadratkilometer. Närmaste större samhälle är Aten, 16,8 km sydost om Elefsis Airport. Trakten runt Elefsis Airport består till största delen av jordbruksmark.